# Phidiana lynceus
Phidiana lynceus is een slakkensoort uit de familie van de Facelinidae. De wetenschappelijke naam van de soort is voor het eerst geldig gepubliceerd in 1867 door Bergh.